# توماس هامبتون
توماس هامبتون (5 أكتوبر 1990 في المملكة المتحدة - ) (بالإنجليزية: Thomas Hampton)‏ هو لاعب كريكت بريطاني. لعب مع نادي مقاطعة ميدلسكس للكريكت ‏ ونادي مقاطعة غلوستر للكريكت ‏.

## وصلات خارجية
- توماس هامبتون على موقع إي آس بي آن كريك إنفو (الإنجليزية)